# Paul Passy
Paul Passy   (Versalles, 13 de gener de 1859 - Bourg-la-Reine, 21 de març de 1940) va ser un lingüista i foneticista francès. Entre els pioners dels estudis de fonètica, fundà l'Associació Fonètica Internacional el 1886. La seva contribució va ser fonamental per a l'elaboració i difusió de l'Alfabet Fonètic Internacional. Va tenir com a alumne el foneticista anglès Daniel Jones que esdevingué després un dels lingüistes més importants de la llengua anglesa.

## Obres
- Élémans (sic) d'anglais parlé s. d.
- L'instruction primaire aux États-Unis: rapport présenté au ministre de l'Instruction publique (1885)
- Sons du français (1887)
- Étude sur les changements phonétiques et leurs caractères généraux (1891)
- Le français parlé; morceaux choisis a l'usage des étrangers avec la prononciation figurée (1892)
- Elementarbuch des gesprochenen Französisch, escrit amb Franz Beyer (1893)
- Abrégé de prononciation française, phonétique et orthoépie, avec un glossaire des mots contenus dans le français parlé (1897)
- Dictionnaire phonétique de la langue française, complément nécessaire de tout dictionnaire français, escrit amb Hermann Michaelis (1897)
- De la méthode directe dans l'enseignement des langues vivantes, escrit amb Henri Laudenbach i Georges Delobel (1899)
- Choix de lectures françaises phonétiques (1900)
- Petite phonétique comparée des principales langues européennes (1906)
- Lectures françaises phonetiques (1918)
- Conversations françaises, en transcription phonétique avec traductions anglaises (1920)
- Souvenirs d'un socialiste chrétien, 2 volums (1930-1932)